# Sveriges Television

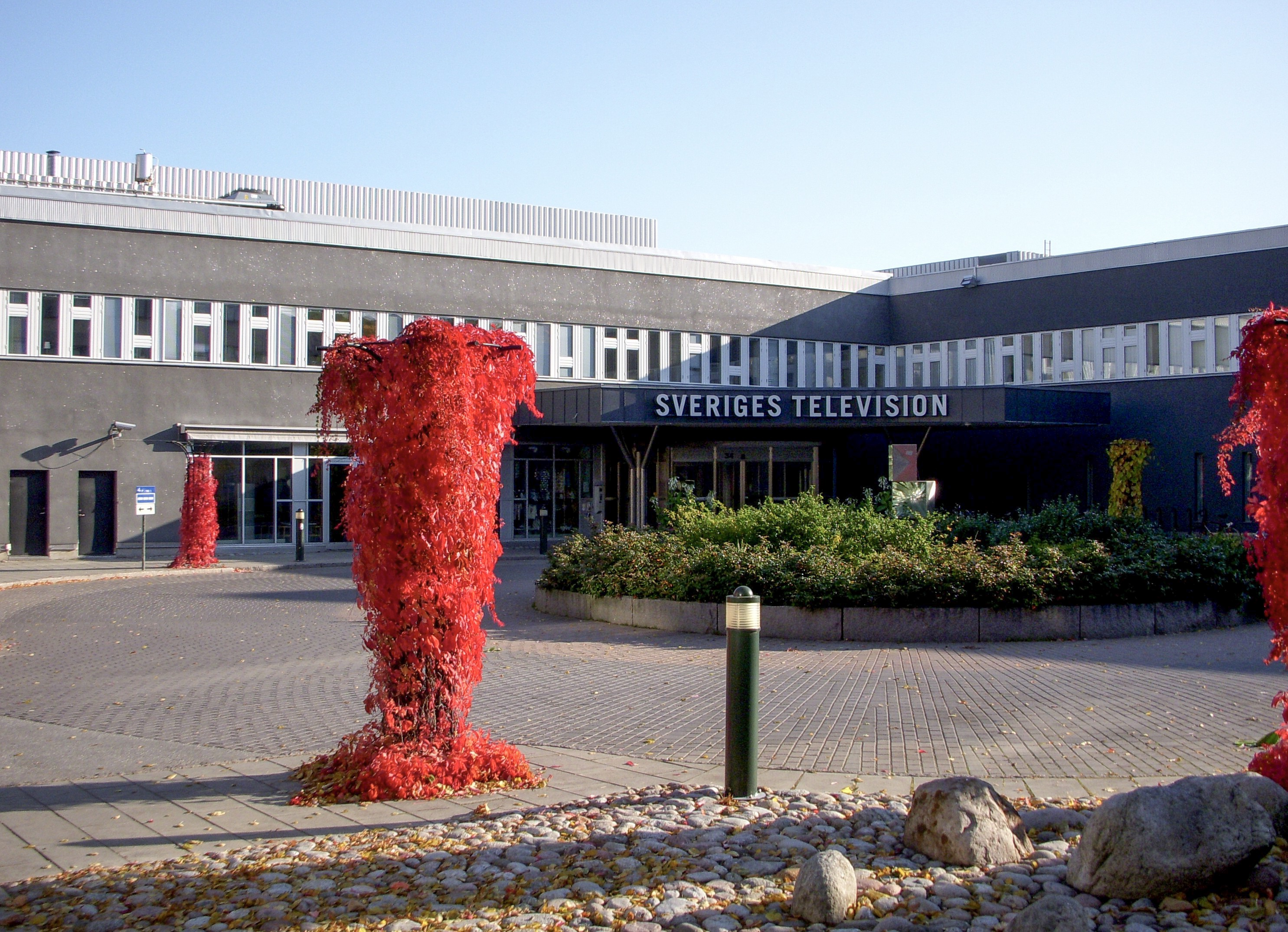
Siedziba Sveriges Television w Sztokholmie

Sveriges Television (SVT) – publiczny nadawca telewizyjny w Szwecji finansowany z podatku od usług publicznych z dochodów osobistych ustalonych przez Riksdag. Powstał w 1979 po wydzieleniu od szwedzkiego radia publicznego. Oglądalność wszystkich kanałów wynosi 39%, chociaż są one popularniejsze wśród starszych widzów. Jest w dużej mierze wzorowany na systemie używanym w Wielkiej Brytanii, a Sveriges Television ma wiele cech wspólnych ze swoim brytyjskim odpowiednikiem, BBC.

## Historia
W 1946 roku inżynierowie Björn Nilsson i Hans Werthén z Królewskiego Instytutu Technicznego zostali wysłani w podróż do Europy i Stanów Zjednoczonych, aby zapoznać się z rozwojem technologii telewizyjnej. Po powrocie byli odpowiedzialni za transmisje telewizyjne i prace nad ich doskonaleniem. W maju 1950 brytyjska firma Pye Ltd. przeprowadziła testowe transmisje do studia w Göteborgu na terenie parku Liseberg. Od 5 maja do 6 czerwca 1950 przeprowadzono pokazy 200 audycji telewizyjnych, które publiczność mogła śledzić na 30 monitorach. Pierwszy samodzielny szwedzki przekaz odbył się 10 grudnia 1950. Była to transmisja z rozdania Nagród Nobla.
Za prace nad rozwojem telewizji odpowiadał państwowy nadawca radiowy Radiotjänst. Próbne emisje szwedzkiej telewizji ruszyły w 1954, chociaż Szwedzi już od 2 października 1951 mogli odbierać testowe programy telewizji z Danii. 29 października 1954 Radiotjänst dostał pozwolenie na emitowanie programów. Na początek licencja przyznana została na niespełna rok - od 1 września 1954 do 30 maja 1955.
W 1956 Riksdag, szwedzki parlament, podjął decyzję o regularnym nadawaniu programów telewizyjnych. Za oficjalną datę powstania Szwedzkiej Telewizji uznaje się 4 września 1956. Od 1957 telewizja funkcjonowała pod nazwą Sveriges Radio TV a Radiotjänst został przemianowany na Sveriges Radio.
1 lipca 1979 istniejąca struktura mediów publicznych w Szwecji została zreformowana. Dwa istniejące wówczas kanały telewizyjne wydzielone zostały do nowej instytucji: Sveriges Television AB (SVT).
Szwedzka telewizja publiczna utrzymuje się wyłącznie z abonamentu, który w 2017 wynosił 2400 koron szwedzkich. Nie ma w niej reklam, poza drobnymi odstępstwami od tej reguły w trakcie transmisji z wydarzeń sportowych.

## Kanały telewizyjne
Sveriges Television nadaje SVT1, SVT2, SVT24, SVT Barn, Kunskapskanalen, SVT1 HD, SVT2 HD, SVT Play, SVT World, SVT Text, Svt.se, Öppet arkiv i dwanaście kanałów regionalnych.